# 真功夫

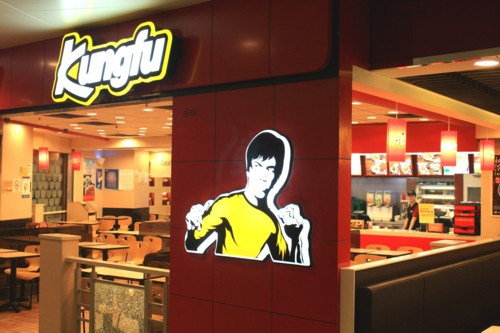
真功夫の店舗（上海）

真功夫（ツンコンフー）は、中華人民共和国広東省発祥の中華料理のファストフードチェーン店。

## 概要
1994年に広東省東莞市で1号店を開業。2015年時点では中華人民共和国全国に435店舗を構え、ケンタッキーフライドチキンやマクドナルドと並ぶ「中国5大ファストフードチェーン」に数えられている。
店のキャッチコピーは「やっぱり蒸したほうがうまい」であり、中華料理の料理法に欠かせない「蒸料理」をメインに据え、他の西洋料理系のファストフードとの差別化を行っている。

## 看板に対する訴訟問題
黄色いトラックスーツ姿のブルース・リーを彷彿とさせる男が描かれた看板が特徴となっている真功夫だが、ブルース・リーの実娘であるシャノン・リーから訴訟を起こされている。
2019年12月に、シャノン・リーは真功夫に対し、約3000万ドルの賠償、キャラクターの使用停止、ブルース・リーとは無関係という内容の広告を新聞などで90日間掲載することを求めて訴訟を起こした。シャノン・リーはこれ以前にも商標権侵害を訴えたことがあるが、看板の画像使用については撤回すべしという司法判断は下っていない。
2022年8月25日に、上海市の第二中級人民裁判所で審議が開始された。